# BMW N55
BMW N55是一個直列六缸渦輪增壓引擎，於2009年開始生產的引擎代號N55取代N54，並首次搭載於5系列535i GT（F07）車型。N55是BMW第一款使用Twin Power Turbo的直列六缸引擎。不同於N54採用的雙渦輪增壓，N55為採用單渦輪雙渦流渦輪增壓設計，2011至2013年，它還連續三次獲得沃德10大最佳引擎獎。繼2015年推出B58發動機後，N55開始逐步淘汰。